# Holodomor
Holodomor, poznat i kao Gladomor; (prema ukr.: Голодомор, голод (holod) – glad i морити (moryty) - umoriti; Holodomor (Gladomor) - umorstvo umjetno izazvanom glađu); umjetno stvorena glad koja je obuhvatila stanovništvo sovjetske Ukrajine, sjevernog Kavkaza te područje oko donjeg toka rijeke Volge između 1932. – 1933. godine. Spomen na žrtve Holodomora obilježava se u Ukrajini i širom svijeta svake godine, četvrte subote u mjesecu studenom.
Područja pogođena glađu bila su u većini naseljena ukrajinskim seljaštvom koje je pružalo otpor novoj sovjetskoj ekonomskoj politici odnosno nesrazmjernom kolektivnom oduzimanju privatno stečenih dobara zbog čega je Holodomor 2003. godine po prvi puta javno u Ukrajini proglašen genocidom sovjetsko-komunističke vlasti protiv ukrajinske nacije. 
Prema određenim istraživanjima i dostupnim dokazima, samo na prostoru Ukrajine umrlo je između 3 i 7 milijuna ljudi. Neki stručnjaci navode da je ukupno ubijeno i do 10 milijuna ljudi što Holodomor svrstava u jedan od najvećih zločina 20. stoljeća. Poljski odvjetnik židovskog porijekla Raphael Lemkin, jedan od autora definicije genocida, prozvao je ovaj zločin »klasičnim genocidom«.
Ključnim osobama odgovornim za zločine počinjene u Holodomoru smatraju se sljedeći sovjetski dužnosnici: Josif Visarionovič Džugašvili – Staljin, Lazar Kaganovič, Pavel Postyšev, Stanislav Kosior, Vlas Čubar, Mendelj Hatajevič, Stanislav Redens i Vsevolod Balickij.

## Razlozi izazivanja umjetne gladi
Glad je bila rezultat Staljinove politike prisilne kolektivizacije i općenito otpora prema ukrajinskom seljaštvu koje kao osnovica sovjetskog gospodarstva nije željelo prihvatiti novu ekonomsku politiku. Milijuni ljudi umrli su od gladi, a najveći gubici bili su upravo u Ukrajini koja je bila najplodnije poljoprivredno područje Sovjetskog Saveza. 
Staljin je bio odlučan u svojoj namjeri da u korijenu sasiječe i najmanji trag fiktivnog ukrajinskog nacionalizma kojeg su predstavljali ukrajinski seljaci. Zapravo, umjetna glad je bila još samo jedan u nizu načina kako napraviti čistku i riješiti se nepodobnih ljudi u redovima ukrajinske inteligencije pa čak i u redovima ukrajinskih komunista. Glad je slomila seljake u njihovom ustrajnom neprihvaćanju novog modela kolektivizacije, a Ukrajina je nakon toga ostavljena u stanju političke, socijalne i psihološke traume.

## Sovjetska kolektivizacija u praksi
Politika sveopće kolektivizacije koju je 1929. uveo Staljin ne bi li tako potpomogao financiranje industrijalizacije zemlje, imala je katastrofalan učinak za poljoprivredu. Unatoč tome, 1932. Staljin je za 44% podigao obaveznu kvotu ukrajinskog udjela u prinosu žita, što je značilo da ga neće biti dovoljno da bi se seljaci prehranili, jer po tadašnjem zakonu, žito iz kolhoza se nije smjelo dijeliti među seljacima sve dok se nije napunila državna kvota koju je naložila Vlada.  
Staljinova odluka i metode koje je koristio kako bi je izvršio, osudila je milijune seljaka na smrt glađu. Rukovodstvo Partije, uz pomoć regularnih snaga i postrojbi tajne policije, vodilo je nemilosrdan iscrpljujući rat protiv seljaka koji su odbijali predati žito. Čak je i bezvrijedno zrno žita nasilu bilo konfiscirano u seoskim domaćinstvima. Bilo koji muškarac, žena ili dijete kojeg su uhvatili kako uzima makar šaku žita s kolektivne farme, mogao je, a najčešće je i bio, na mjestu strijeljan ili preseljen nekamo na Daleki istok. One, koji nisu izgledali dovoljno izgladnjeno, sumnjičili su da skrivaju zalihe. 
Seljake su zadržavali i sprječavali ih da se domognu grada putem posebnih «unutarnjih putovnica», koje su im zabranjivale da napuste svoje selo, a kamoli da krenu u grad. U gradovima gladi nije bilo jer je u jeku bila rusifikacija, i mnogi su gradovi na početku tridesetih godina već bili naseljeni ruskim stanovništvom. Upravo zbog ovakvih slučajeva, gdje su svi pogođeni prostori Sovjetskog Saveza bili uglavnom naseljeni Ukrajincima, Ukrajinska vlada ovaj čin je proglasila genocidom nad ukrajinskom nacijom.

## Razmjeri zločina
Kada se danas govori o «Holodomoru» 1932. – 1933., misli se na period od travnja 1932. do studenog 1933. godine.  Upravo je kroz tih 17 mjeseci, približno oko 500 dana, u Ukrajini umrlo na milijune ljudi. Vrhunac Holodomora je bio u proljeće 1933. U Ukrajini je tada od gladi umiralo 17-ero ljudi svake minute, 1000 svakog sata, a gotovo 25 tisuća svakog dana.
Najviše je ljudi umrlo na području tadašnje Kijevske i Harkivske oblasti. Zapravo je glad obuhvatila cijelu današnju središnju, južnu, sjevernu i istočnu Ukrajinu (današnja zapadna Ukrajina (Galicija) je bila pošteđena gladi jer se nije nalazila u Sovjetskoj Ukrajini, već je bila dio Poljske). Glad sličnih razmjera bila je prisutna i na Kubanu, sjevernom Kavkazu te područje uz donji tok rijeke Volge, gdje su također živjeli Ukrajinci. Ukratko, na svim pogođenim prostorima živjeli su u većini Ukrajinci kojima je nakon ukidanja kmetstva sredinom 19. stoljeća dodjeljivana besplatna zemlja za obradu.
Stručnjaci navode razne brojke žrtava poginulih umjetno izazvanom glađu što je rezultat namjerne politizacije cijelog slučaja ili pak nedostatka povijesnih izvora odnosno dokaza. U javnosti realan broj žrtava se prikazuje u rasponu od 3 pa sve do 10 milijuna ljudi. Otvoreni ukrajinski sovjetski arhivi potvrdili su da je na prostoru Sovjetske Ukrajine izravno od gladi stradalo najmanje 4 milijuna ljudi, dok se broj stradalih u ostalim bivšim sovjetskim republikama i dalje vodi kao neslužben. Ipak u brojku od 4 milijuna žrtava nisu uključene žrtve umrle u posljedicama nastalim nakon gladi.
Te 1932./33. ukrajinski je narod doživio veliku tragediju. Staljin i sovjetsko komunističko vodstvo glađu su umorili oko šest, a možda i više, milijuna ukrajinskih seljaka koji su živjeli u žitorodnim pokrajinama. O tom strašnom zločinu još se uvijek vode rasprave. Ukrajina traži da se okvalificira kao genocid, a Moskva to odbija. Staljin je svjesno žrtvovao ukrajinske seljake, optužujući ih da su kulaci i kao takvi kontrarevolucionari, dakle neprijatelji socijalističke revolucije i SSSR-a, a takve treba istrijebiti. Komunistički su teoretičari seljački stalež držali neprijateljem radničke klase. U Ukrajini je ovaj stalež činio kralježnicu etnije, temelj njezine samobitnosti i povijesne opstojnosti. Svi su drugi slojevi bili istrijebljeni, ili su prešli na stranu boljševika. Likvidiranjem seljaštva Staljin je slomio Ukrajince. CK boljševičke Partije najprije je seljake opteretio otkupima koji su bili iznad njihovih prihoda, zatim im je oduzeto žitno sjeme tako da nisu mogli ništa posijati, onda im je oduzeta stoka, svinje, perad ... da se ne bi mogli prehraniti, prethodno su uveli putovnice za unutarnje putovanje, na osnovu čega im je policija zabranila napuštanje domova i naselja, donijeli su zakon o zabrani trgovine pa seljaci nisu mogli ništa kupiti od hrane, a na kraju su vojskom i policijom okružili ukrajinska sela i nitko iz njih nije smio izaći, sve dok svi nisu umrli u strašnim mukama. Vrhunac planiranog genocida bio je Zakon poznat po nazivom „Zakon pet klasova", po kojem ljudi nisu smjeli niti skupljati ostatke klasova. Od gladi izbezumljeni ljudi jeli su jedni druge. Kada je i posljednji umro, komunisti su trupla buldožerima ubacivali u masovne jame koje nisu smjele biti označene. U genocidom ispražnjena ukrajinska sela Staljin je naredio da se transportom dovede ruska populacija. Potomci tih naseljenika danas su u pobunjenim pokrajinama. Svu dokumentaciju o gladomoru boljševici su uništavali. Naravno, na idućoj brojidbi pučanstva pojavio de manjak stanovništva u gladomorom zahvaćenim krajevima. Staljin je naredio da se popis poništi, dokumenti spale, a popisivači strijeljaju ili pošalju u GULAG. Zbog toga je o ovom genocidu sačuvano relativno malo povijesnih vrela. Ukrajinska se nacija od ovog demografskog gubitka nikada nije oporavila. Zbog tog zločinačkog skrivanja, imena glađu usmrćene ukrajinske djece ostala su nepoznata, za razliku od okrutnog usmrćene djece koja u muzeju u Jeruzalemu posvećenoj njima barem imaju imena.

## Popis sovjetskog stanovništva
Pet godina nakon masovnog izgladnjivanja, Sovjetski Savez je 1937. izvršio prvi popis stanovništva sovjetske Ukrajine koji prikazuje izrazito smanjen broj stanovnika. Rezultati tog popisa nisu objavljeni, a dvije godine kasnije 1939. ponovno se obavlja popis stanovništva koji, unatoč ponavljanju, predočava da je u Ukrajini broj stanovnika izrazito smanjen. 
Na konačan broj stanovnika u Ukrajini 1939. utjecali su i novi valovi ruskih doseljenika koji su u sklopu sovjetske politike organizirano naseljavali Ukrajinu u više navrata između 1937. i 1939. godine. Usporedbom dvaju objavljenih službenih popisa sovjetskog stanovništva iz 1926. i 1939. godine, ustanovljeno je da se broj stanovnika u Ukrajini smanjio za 3.084 milijuna, a pad prirodnog prirasta iznosio je -9,9 posto. U Rusiji i Bjelorusiji, primjerice, dobiveni su bitno drugačiji rezultati, zabilježen je prirast stanovništva od +28,0 i +11,2 posto. Službeni rezultati popisa 1926. iznosili su: SSSR 147.028 milijuna stanovnika, od toga: Rusija 77.791, Ukrajina 31.195, Bjelorusija 4.739. Rezultati popisa iz 1939. iznosili su: SSSR 170.557 stanovnika, od toga: Rusija 99.591, Ukrajina 28.111, Bjelorusija 5.275. 
Prema ovim podacima, ukrajinska populacija tada je smanjena za oko 25 posto, što je do danas ostavilo posljedice na demografsku, etničku i kulturološku sliku naknadno rusificirane istočne Ukrajine.
Prema riječima ukrajinskog patrijarha Filareta izrečenim na ukrajinskoj televiziji 2018., istraživanja su potvrdila da je broj Ukrajinaca u Sovjetskom Savezu smanjen s 85 milijuna (1929.) na 65 milijuna u 1939. godini. Ubojstva, raseljavanje i preimenovanja trajno su promijenili demografsku, etničku i kulturološku sliku Ukrajine. U istom razdoblju broj Rusa je nadmašio broj Ukrajinaca.

## Političke osude
Američki Kongres je 1988. godine službeno priznao «Holodomor» 1932./1933. genocidom nad ukrajinskim narodom i time započeo relevantna priznanja najviših međunarodnih institucija i organizacija. Godinu dana kasnije to će učiniti i Međunarodna komisija pravnika. Sveukupno do sada 25 parlamenata i vlada svijeta je ocijenilo kako je Holodomor bio genocid. Pitanje priznavanja Holodomora kao zločina protiv čovječnosti bila je i jedna od tema 58. zasjedanja Opće skupštine Ujedinjenih Naroda.
Dana 15. svibnja 2003. godine, Verhovna Rada Ukrajine (ime ukrajinskog parlamenta) u službenom obraćanju narodu, priznala je Holodomor 1932./1933. genocidom i zločinom protiv čovječnosti, nakon čega su uslijedila detaljna istraživanja i otvaranje sovjetskih arhiva u Ukrajini koji bi mogli službeno posvjedočiti o razmjeru i konačnim posljedicama sustavnog sovjetsko-komunističkog zločina.

## Osporavanje genocida
O ovome se malo znalo u svijetu, a inozemni su dopisnici iz SSSR-a u novinskim izvješćima poricali genocid izglađivanjem, dok su u privatnim razgovorima zapadnim diplomatima govorili istinu. Da bi se istina proširila u svjetsku javnost, ukrajinska je organizacija u SAD osnovala list The Ukrainian Weekly radi obavještavanja svjetske javnosti o planskom genocidu nad ukrajinskim narodom.
Po drugi puta, Ukrajinska država službeno je 2006. proglasila Holodomor 1932./1933. genocidom sovjetsko-komunističkog režima nad ukrajinskom nacijom. Tim stajalištima u prvom redu se i dalje odupire službena Moskva koja je duže vrijeme tvrdila da je masovna glad u sklopu prirodnih nepogoda zahvatila i južnu Sovjetsku Rusiju (posebno Kuban tada naseljen isključivo Ukrajincima) te zapadni Kazahstan. Ukrajinski stručnjaci opovrgavaju tu relativizaciju genocida time što objašnjavaju da su te prostore južne Rusije i zapadnog Kazahstana također masovno naselili ukrajinski seljaci u vrijeme Ruskog Carstva nakon što je ukinuto kmetstvo i prilikom čega se dodjeljivala besplatna zemlja za obradu. U Rusiji i Kazahstanu danas i dalje živi preko 5 milijuna Ukrajinaca upravo na tim prostorima prethodno pogođenim Holodomorom. S druge strane, postoji bojazan vlasti u Moskvi (Rusije kao sljednice Sovjetskog Saveza) da bi Ukrajina mogla zatražiti golemu odštetu za zločine počinjene u vrijeme Holodomora.
Službena Ukrajina je objasnila da su ukrajinski seljaci činili u cijelom Sovjetskom Savezu 80 posto populacije čime je organizirana glad među ukrajinskim seljacima, u korist industrijalizacije i sloma seljačkog otpora prema Moskvi, predstavljala smišljeni čin potpunog egzodusa Ukrajinaca kao naroda. Ukrajinski stručnjaci navode da su postojala ukupno tri masovna izgladnjivanja odnosno Holodomora, godina: 1921./1922., 1932./1933. i posljednji nakon Drugog svjetskog rata godina 1946./1947., za koja je direktno odgovorna sovjetsko-komunistička vlast u Moskvi. Vrhovni sud Ukrajine 2009. pročitao je osudu sovjetsko-komunističkog zločina prilikom čega je potvrđeno da se radi o najmanje 4 milijuna žrtava čiji identitet se može potvrditi, ali isključivo na prostoru Sovjetske Ukrajine. Stručnjaci i povjesničari tek pretpostavljaju da je ukupan broj izgladnjelih Ukrajinaca u cijelom Sovjetskom Savezu prešao brojku od 8 milijuna žrtava. Dio ukrajinskih povjesničara spominje i broj žrtava od 10 milijuna ljudi.
Stupanjem Viktora Janukoviča na predsjedničku funkciju u Ukrajini početkom 2010. godine, tvrdnje da je riječ o genocidu opovrgnute su u dogovoru s predsjednikom Rusije Dmitrijem Medvjedevom. Donesen je zaključak da je tek riječ o zločinu i tragediji ukrajinskog naroda na što je ukrajinska stručna javnost neugodno reagirala i osudila predsjednika Viktora Janukoviča za politizaciju cijelog slučaja. Istom prilikom predsjednik Dmitrij Medvjedev položio je vjenac žrtvama Holodomora u Ukrajini. Danas je priznanje istog zločina kao genocida i dalje predmet polemike s obzirom na to da to nisu priznale sve ključne države u svjetskom poretku. Utemeljitelj definicije genocida Raphael Lemkin, Holodomor je definirao »klasničnim genocidom«, što je jedan od ključnih povoda među stručnjacima koji se slažu da je riječ o genocidu bez obzira kako se prezentira u javnim političkim istupima.

## Države koje su Holodomor priznale genocidom
| - Andora - Argentina - Australija - Belgija - Brazil - Bugarska - Češka - Čile - Ekvador - Estonija - Francuska - Gruzija - Hrvatska - Irska - Island - Italija - Kanada - Kolumbija | - Latvija - Litva - Luksemburg - Mađarska - Meksiko - Moldova - Nizozemska - Paragvaj - Peru - Poljska - SAD - Slovačka - Slovenija - Španjolska - Ukrajina - Ujedinjeno Kraljevstvo - Vatikan |

## Knjige
- Genocidni zločin totalitarnog režima u Ukrajini 1932/1933 - Gladomor, ured. Dr. Jevgenij Paščenko, Zagreb 2008.
- Robert Conquest, The Harvest of Sorrow: Soviet Collectivization and the Terror-Famine (1986)
- Robert Konkvest, Cemerna zetva:Sovjetska kolektivizacija i teror gladi, Filip Visnjic, Beograd,1988
- The Harvest of Sorrow (ukrajinska i ruska verzija) by Robert Conquest
- Fraud, Famine, and Fascism: The Ukrainian Genocide Myth from Hitler to Harvard by Douglas Tottle

## Mediji i službena očitovanja
- Hrvatski sabor: Izvješće Odbora za ljudska prava i prava nacionalnih manjina o Prijedlogu deklaracije o osudi Holodomora  Arhivirana inačica izvorne stranice od 4. prosinca 2010. (Wayback Machine)
- Velika glad u Ukrajini proglašena Staljinovim zločinom protiv čovječnosti
- U oči te gleda gladomor  Arhivirana inačica izvorne stranice od 11. travnja 2010. (Wayback Machine)
- Velika 'Staljinova glad' proglašena zločinom protiv čovječnosti  Arhivirana inačica izvorne stranice od 7. ožujka 2016. (Wayback Machine)
- HOLODOMOR, Dnevnici, drlesar's blog  Arhivirana inačica izvorne stranice od 10. kolovoza 2011. (Wayback Machine)
- Ukrajina se sjeća Velike gladi 1932.-33.  Arhivirana inačica izvorne stranice od 6. svibnja 2013. (Wayback Machine)

## Vanjske poveznice
- Popis Internet poveznica o Holodomoru (na ukrajinskom)  Arhivirana inačica izvorne stranice od 2. srpnja 2017. (Wayback Machine)
- Povijesna lekcija o Holodomoru 1932-33 (na ukrajinskom)  Arhivirana inačica izvorne stranice od 27. rujna 2007. (Wayback Machine)
- 1932-34 Great Famine: documented view by Dr. Dana Dalrymple  Arhivirana inačica izvorne stranice od 15. prosinca 2004. (Wayback Machine)
- Lies concerning the history of the USSR

### Ostali projekti
|  | Zajednički poslužitelj ima još gradiva o temi Gladomor |